# مسجد مركز نظام الدين
مسجد مركز نظام الدين أو مسجد بنغليوالي (بالهندية: নিজামউদ্দিন মারকাজ মসজিদ , بالإنجليزية: Nizamuddin Markaz Masjid or Banglewali Masjid) هو مسجد يقع في مدينة نظام الدين في جنوب غرب دلهي عاصمة الهند، يعد المسجد مركزا عالميا لشبكة التبليغ وأصل جماعة الدعوة والتبليغ، ويستند التبليغيون في الهند في المقام الأول على مسجد مركز نظام الدين، وهو مكان تجمع سنوي للعاملين في الهند من جماعة الدعوة والتبليغ، ويعد مقر الأنشطة الدعوية التبليغية إلى أرجاء الهند.